# Texxcoco
Texxcoco fue un grupo español de rock que cantaba en inglés. Fundado en Las Palmas de Gran Canaria en 2015 por Adriana Moscoso (guitarra y voz), Joshua Delgado (bajo), Cristian Muñoz (batería).  En 2016 se une Héctor Pérez (guitarra y coros). Han grabado dos EP, Blu (2015) y Psychonaut (2016), y dos LP, Disorder (2018) y Side Effects of Proximity: Part I (2019), habiendo recibido estos numerosas críticas positivas por medios especializados. 
Si bien nunca han alcanzado una gran popularidad, son un grupo de culto en la escena rock underground española. En 2021, tras la pandemia de coronavirus, el bajista Joshua Delgado abandona la banda, volviendo entonces al formato de trío, que mantuvieron hasta su disolución.
El grupo fue fundado como un trío por Adriana Moscoso, Cristian Muñoz y Joshua Delgado en Las Palmas de Gran Canaria a finales de verano de 2015. Poco tiempo después graban su primer EP 'Blu, que es editado en vinilo por Clifford Récords y les proporciona cierta repercusión.
A comienzos de 2016 Héctor Pérez se une a la formación como segundo guitarra y graban y publican 'Psychonaut', un miniLP que les grangea más críticas positivas y apariciones en radios nacionales, así como una primera gira por la península ibérica y su aparición en algunos festivales importantes de la escena garage nacional.
Es con 'Disorder', publicado en 2018 con Subterfuge Records donde su popularidad comenzara a crecer y a traspasar las fronteras nacionales. Esto les permite asentarse definitivamente en Madrid y durante dos años giran por todo el territorio nacional haciendo acto de presencia en prácticamente la totalidad de los festivales más importantes del país en varias ocasiones, así como en festivales internacionales como el Marvin de Ciudad de México, entre otros. Ganan también en 2018 el reconocimiento de su tierra en los Premios Canarios de la Música, donde son premiados en la categoría de 'Mejor Artista Emergente'.
Durante la promoción de Disorder, el videoclip del sencillo "Velvet Love" fue objeto de una campaña de censura por parte de Youtube que levantó gran revuelo en los medios de comunicación españoles y latinoamericanos. Tras varios días, YouTube repuso el vídeo en su plataforma. Este hecho convirtió de inmediato a la banda en un referente de la lucha contra la censura. A raíz de esto su popularidad fue en aumento, llegando a asistir como invitados en programas punteros de la televisión española como La Resistencia, presentado por David Broncano
En julio de 2019, la banda anunció a través de sus redes sociales el próximo lanzamiento de su segundo largo, de nombre Side effects of proximity: part I que se publicó en noviembre de ese año.
Finalmente la gira de presentación del álbum tuvo que ser cancelada debido a la pandemia de coronavirus, por lo que actualmente la banda se encuentra en proceso de creación del que sería su quinto trabajo discográfico.
. Desde 2021 mantienen un perfil bajo y su actividad y lanzamientos se han ralentizado, si bien han publicado varios singles desde entonces, por primera vez en español.

## Miembros de la banda
- Adriana Moscoso - Voz y guitarra
- Joshua Delgado - Bajo (Hasta 2021)
- Cristian Muñoz - Batería
- Héctor Pérez - Guitarra

## Discografía
EP
- Blu (2015)

MaxiEP's/MiniLP's (10")
- Psychonaut (2016)

LP
- Disorder (2018)
- Side Effects of Proximity: Part I (2019)

Singles
- Red is Open (2019)
- Sleepless Night (2019)
- Velvet Love (2018)
- No Beach (2018)
- The Other (2017)
- Lucifernando (2017)
- Larry (2016)